# Janko Hočevar
Janko Hočevar, född 21 december 1923 i Ljubljana i Jugoslavien, död 7 mars 2004, var en slovensk skådespelare, medregissör och andra gruppens regissör.
Janko Hočevar flyttade till Tyskland efter sin sista film i slutet av sextiotalet och skar av alla band med Slovenien, men lämnade kvar spår genom sitt annorlunda ortodoxa sätt inom filmen.

## Filmografi (urval)
| Årtal | OriginalTitel          | Land                                                                | språk Genre                         | Regissör                                 | Producent Produktion                           |
| ----- | ---------------------- | ------------------------------------------------------------------- | ----------------------------------- | ---------------------------------------- | ---------------------------------------------- |
| 1955  | Tri zgodbe             | Socialistiska federativa republiken Jugoslavien                     | slovenska                           | Jane Kavcic, France Kosmac, Igor Pretnar | Triglav Film (Ljubljana)                       |
| 1955  | Trenutki odlocitve     | Socialistiska federativa republiken Jugoslavien                     | slovenska krig                      | Frantisek Cáp                            | Triglav Film (Ljubljana)                       |
| 1955  | Kala                   | Socialistiska federativa republiken Jugoslavien                     | slovenska äventyr drama familjefilm | Kresimir Golik, Andrej Hieng             | Viba Film (Ljubljana)                          |
| 1959  | Pet minuta raja        | Socialistiska federativa republiken Jugoslavien                     | tyska slovenska serbo-kroatiska     | Igor Pretnar                             | Bosna Film (Bosnien-Hercegovina)               |
| 1960  | Akcija                 | Socialistiska federativa republiken Jugoslavien                     | slovenska action krig               | Jane Kavcic                              | Triglav Film (Ljubljana)                       |
| 1961  | Ples v dezju           | Socialistiska federativa republiken Jugoslavien                     | slovenska drama novel               | Bostjan Hladnik                          | Bostjan Hladnik                                |
| 1961  | L'enclos               | Socialistiska federativa republiken Jugoslavien · Frankrike         | franska drama krig                  | Armand Gatti                             | Clavis Films Triglav Film (Ljubljana)          |
| 1962  | Nas avto               | Socialistiska federativa republiken Jugoslavien                     | slovenska komedi                    | Frantisek Cáp                            | Triglav Film (Ljubljana)                       |
| 1965  | Här kommer bärsärkarna | Sverige · Danmark · Socialistiska federativa republiken Jugoslavien | komedi äventyr                      | Arne Mattsson                            | Bison Film Merry Film Triglav Film (Ljubljana) |
| 1965  | Lucija                 | Socialistiska federativa republiken Jugoslavien                     | slovenska drama                     | France Kosmac                            | Viba Film (Ljubljana)                          |
| 1965  | Laznivka               | Socialistiska federativa republiken Jugoslavien                     | serbo-kroatiska slovenska drama     | Igor Pretnar                             | Viba Film (Ljubljana)                          |
| 1966  | Amandus                | Socialistiska federativa republiken Jugoslavien                     | slovenska drama historia            | France Stiglic                           | Viba Film (Ljubljana)                          |
| 1967  | Grajski biki           | Socialistiska federativa republiken Jugoslavien                     | slovenska drama                     | Joze Pogacnik                            | Viba Film (Ljubljana)                          |